# Mons Vinogradov
Il Mons Vinogradov è una struttura geologica montuosa della superficie della Luna intitolata all’astronomo russo Aleksandr P. Vinogradov sita nel mare lunare dove l’Oceanus Procellarum si unisce con il Mare Imbrium. Nella struttura sono presenti tre picchi principali, che si innalzano ad altitudini tra 1.0 -1.4 km sopra la superficie. Ad est di questo formazione è situato il cratere Euler, mentre a sud-est vi è un'area accidentata che raggiunge la catena dei Montes Carpatus. Il Mons Vinogradov ha un diametro massimo di 25 km alla base. 
In precedenza il Mons Vinogradov era indicato con il nome Eulero Beta (β) o con il nome Mons Eulero.
Nella parte a sudest del massiccio sono presenti alcuni piccoli crateri a cui sono stati assegnati, da parte dell'IAU, i nomi riportati nella tabella seguente.
| Cratere | Coordinate      | Diametro | Origine del nome        |
| ------- | --------------- | -------- | ----------------------- |
| Akis    | 20°00′N 31°48′W | 2 km     | Nome femminile Greco    |
| Ango    | 20°30′N 32°18′W | 1 km     | Nome maschile Africano  |
| Jehan   | 20°42′N 31°54′W | 5 km     | Nome femminile Turco    |
| Natasha | 20°00′N 31°18′W | 12 km    | Nome femminile Russo    |
| Rosa    | 20°18′N 32°18′W | 1 km     | Nome femminile Spagnolo |